# Autobusové nádraží Třebíč
Autobusové nádraží Třebíč (oficiálně Třebíč, aut. nádr.) je autobusové nádraží v Třebíči, nachází se na Komenského náměstí v Třebíči.

## Popis
Nádraží je kombinované, jak příjezdové, tak koncové. Nádraží je tvořeno 5 ostrovními nástupišti kolmo k výpravní budově. Celkem je zde 30 odjezdových stání a asi 10 odstavných stání. Denně z autobusového nádraží odjíždí kolem 500 spojů, které přepravují až 11 500 cestujících. Nejdůležitější spoje jsou ty, které zajíždí do hospodářsky významných lokalit, kde sídlí jaderná elektrárna Dukovany a jihlavské firmy jako Bosch Diesel v Jihlavě, kam denně dojíždí mnoho lidí za prací.
V roce 2019 bylo zadáno vypracování ideové studie, která má nastavit způsob řešení autobusového nádraží v dalších letech. Odborným garantem studie, která byla zadána skupině třebíčských architektonických studií, je městský architekt Jaroslav Hulín. Součástí zadání je několik požadavků, první je ten, že by měly být zachovány zastávky autobusů, ale ne v původním rozsahu. Dalším požadavkem je nová komerční zóna a zachování výdejny heraltické vody a parkovacích míst. Investice by měla dosáhnout několik stovek milionů Kč. Měly by vzniknout celkem tři architektonické studie, které budou představeny obyvatelům města. Ty byly představeny v srpnu roku 2020, nakonec vznikly celkem 4 studie, které mohou být komentovány občany města. Všechny studie vytvořilo uskupení architektů Architekti Třebíč, komentovány byly městským architektem Jaroslavem Hulínem. Ten prohlásil, že žádná varianta není ideální.

## Historie
V roce 1984 bylo postaveno nové autobusové nádraží v centru města. V rámci stavby byla zbourána část Stařečky. Výpravní budova byla situována v dobré poloze s napojením na MHD a centrální Karlovo náměstí. Dne 29. srpna 1986 byla slavnostně otevřena nová odbavovací hala třebíčského autobusového nádraží a spolu s ní tak byla dokončena stavba celého areálu nádraží. Od 10. prosince 2018 je provozována nová linka mezi Třebíčí a Prahou, je provozována společností FlixBus.

### Problémy s autobusovou dopravou v roce 2017
Vlastníkem a hlavním provozovatelem autobusového nádraží do roku 2017 byla společnost TRADO-BUS, s. r. o., která je od roku 2004 ve vlastnictví společnosti ICOM transport, a. s., se sídlem v Jihlavě.

#### Provozovatel Tredos
Provozovatelem nádraží byla září 2017 je společnost Tredos. Ta získala provoz nádraží v novém výběrovém řízení za částku 1,6 milionu Kč ročně, dřívější částka za provoz nádraží vycházela na 1,488 milionu Kč. Nová a předchozí společnost provozovatele spolu nekomunikují a dochází tak problémům při předání nádraží. Byla odvezena informační cedule na nádraží, nejsou známy podmínky pro vjezd autobusů a na nádraží nepracuje informační pracovnice. Informační panel však byl instalován nový. V plánu je úprava označníků zastávek s čitelnějšími jízdními řády, nové toalety či zázemí pro řidiče. Na konci září téhož roku bylo zveřejněno, že kvalita situace je horší než před změnou, nejsou instalovány lavičky v dostatečném počtu, chybí orientační tabule a nejsou rekonstruovány pokladny. Společnost ICOM transport také neparkuje svoje autobusy v prostorách autobusového nádraží, ale různě po městě, což je nevhodné, stále ještě nedošlo ke smluvní dohodě mezi společnostmi ICOM transport a Tredos, která by měla upravit vjezdy na autobusové nádraží.
V listopadu 2017 společnost ICOM transport přesunula zastávky linek autobusů (cca 300 spojů) na zastávky v Sucheniově ulici. Kraj tuto změnu umožnil, protože neměl zákonné možnosti toto zamítnout. Město Třebíč však podá námět na přezkum tohoto rozhodnutí ke kraji. ICOM transport dříve na nádraží zajížděl, k prosinci roku 2017 neměl uzavřenou smlouvu s novým provozovatelem nádraží v Třebíči, tj. se společností Tredos. ICOM transport je však provozovatelem příměstské dopravy, kterou objednává kraj. Město Třebíč pak jednalo se společností Tredos, že by provozování autobusového nádraží převzalo, jednatel společnosti Tredos pak od města očekával finanční kompenzaci. Dne 24. listopadu bylo oznámeno, že na zastávky na Sucheniově ulici začne zajíždět ještě více linek, smlouva stále nebyla uzavřena. Společnost ICOM transport uvedla, že nekomunikoval starosta města Třebíče, společnost Tredos uvedla, že nekomunikuje ICOM transport. Dalším problémem, proč zřejmě město špatně komunikovalo se společností ICOM transport bylo to, že se strany stále nedohodly na kompenzacích za zvýšené mzdy řidičů městské hromadné dopravy, kterou provozuje ICOM transport.

#### Provozovatel město Třebíč
Ke dni 1. prosinci 2017 pak město Třebíč převzalo provozování autobusového nádraží v Třebíči. Město pak zaslalo návrh smlouvy zajišťující podmínky zajíždění autobusů společnosti ICOM transport na autobusové nádraží, kdy podmínky měly být výrazně výhodnější než ty, které požadovala společnost Tredos. Tredos požadoval za každé zajetí autobusu na nádraží 99 Kč bez DPH. ICOM se nedohodl se společností Tredos a od převzetí provozování nádraží společností Tredos do převzetí provozování nádraží městem nezaplatil žádnou částku. Město pak bude zřejmě provozovat nádraží nadále, kdy poplatky za vjezdy autobusů mají na financování stačit, případně pak chce provést i rekonstrukci různých zařízení. V lednu 2017 pak mají opět začít jezdit autobusy společnosti ICOM Transport na autobusové nádraží. Smlouva mezi městem a společností ICOM Transport byla uzavřena. Byla také opravena chyba, kdy úředník zpracovávajícím smlouvu mezi společností Tredos a městem o pronájmu nádraží udělal chybu a ta pak neplatila. Dle podmínek smlouvy měla být ze soutěže o nádraží společnost Tredos vyloučena, doložila to, že není v insolvenci a měla doložit, že není v exekuci. V lednu 2017 také společnost Tredos předala do užívání nádraží městu Třebíč, která jej bude dál provozovat. Od 8. ledna 2017 opět linkové autobusy zajíždí na autobusové nádraží. Město v roce 2018 chce obnovit mobiliář nádraží.
Mimo jiné řidiči společnosti ICOM transport, která provozuje městskou hromadnou dopravou, zaslali v prosinci roku 2017 městu dopis, kde popsali nízké platy a informovali o možné stávkové pohotovosti. Společnost požádala město o navýšení částky, aby mohla navýšit platy řidičů. Společnost ICOM a město Třebíč se o výši platů přeli, řidiči byli dle starosty Janaty rukojmími ve sporu města a společnosti ICOM. Dne 14. prosince však město ustoupilo a schválilo navýšení vysoutěžené částky o 200 tisíc euro.
V roce 2021 proběhl spor mezi městem Třebíč, které provozuje nádraží a společností United Buses, kdy United Buses odmítla uhradit poplatky za vjezd na nádraží. Dle názoru United Buses město poplatky vybírá neoprávněně. Město vypovědělo smlouvu se společností United Buses a společnost tak nemůže využívat autobusové nádraží.
V dubnu 2018 bylo vyhlášeno výběrové řízení na opravu veřejných toalet na nádraží. Toalety mají být vybaveny turnikety, aby nebyly navštěvovány bezdomovci. V roce 2018 proběhla výstavba čekárny pro rodiče s dětmi, tzv. Family pointu, také bude připravena místnost pro studenty, tzv. Student point. Family point byl nově otevřen ke konci září roku 2019.
V roce 2019 byla otevřena nová restaurace v prostorách nádraží, jde o koktejlový bar s netradiční kuchyní. V létě roku 2020 bylo nádraží rekonstruováno. Další rekonstrukce byla oznámena v roce 2021, bude rekonstruován exteriér i interiér budovy nádraží. V roce 2021 bylo také oznámeno, že bude rozšířeno parkoviště u nádraží, přibude nových 70 parkovacích míst.